# Dag Anckar
Dag Börje Börjesson Anckar, född 12 februari 1940 i Helsingfors, finlandssvensk statsvetare och professor emeritus i statsvetenskap.
Anckar inledde sina studier i statsvetenskap vid Åbo Akademi under 1960-talet och avlade politices licentiat-examen 1970. Ett år senare presenterade han sin doktorsavhandling, Partiopinioner och utrikespolitik. Efter en tjänst som forskarassistent och befordran till docent 1972 kom han 1973 att ta över professorsstolen, först som vikarierande och från 1974 som ordinarie, efter sin handledare Sven Lindman. Anckar var dekanus för fakulteten 1975-78 och 1986-87 samt gästprofessor vid Mittuniversitetet från 1994. Han har även varit medlem i styrelsen för NOPSA (Nordic Political Science Association), vars ordförande han var 1984-87. I den statsvetenskapliga världsorganisationen IPSAs exekutivkommitté ingick han under åren 1988-1994. Han utsågs till hedersdoktor vid Samhällsvetenskapliga fakulteten vid Uppsala universitet 1998 och vid Åbo universitet 2003.
Under sina 30 år som professor kom Anckar tidigt att personifiera statsvetenskapen vid Åbo Akademi och i hela Svenskfinland. Hans forskningsintressen har varierat under hans långa akademiska liv. Från att ha varit en av de tongivande i debatten kring den finska presidentmakten under 1970- och 80-talen kom hans intresse i slutet av 1980-talet och under 1990-talet att istället ägnas mikrostater och östater, vilket bl.a. inneburit många och långa forskningsresor till öar, främst i Stilla Havet. Han har varit handlare för fler kända  finlandssvenska forskare, exempelvis Lauri Karvonen och Marie-Louise von Bergmann-Winberg. Tillsammans med Barry Bartman från University of Prince Edward Island utförde han även 2000 en utredning angående förutsättningarna för ett självständigt Åland. Efter pensioneringen har Anckar fortsatt sin forskargärning som emeritus. Dag Anckar är far till professor Carsten Anckar.